# ديميتري فوروبيوف
ديميتري فوروبيوف هو لاعب كرة قدم روسي في مركز الهجوم، ولد في 28 نوفمبر 1997. لعب مع نادي كراسنودار.